# Импулс на сила
Импулсът на силата е векторна физична величина, равна на произведението на силата и нейното времетраене. Импулсът на силата характеризира действието на силата върху тялото от гледна точка на това какво изменението на импулса на тялото предизвиква. Тъй като силата е векторна величина, импулсът също е вектор със същата посока. SI единицата за импулс на сила е нютон-секунда (N⋅s = kg⋅m/s).
Резултатна сила води до ускорение и промяна в скоростта на тялото, докато се прилага. Резултатна сила, която се упражнява в хода на по-дълъг интервал от време, следователно, води до по-голяма промяна в линейния импулс, отколкото ако същата сила се упражни за кратко: промяната в импулса е равна на произведението от средната сила и времетраенето ѝ. Също така, малка сила, приложена за дълго време, предизвиква същата промяна в импулса като по-голямата сила, приложена за кратко.
{\displaystyle J=F_{\text{ср.}}(t_{2}-t_{1})}
Импулсът на силата може да се изрази като интеграл от резултантната сила по отношение на времетраенето ѝ:
{\displaystyle J=\int F\,\mathrm {d} t}

## Математическо извеждане
Импулсът J, създаван за времетраене от t1 до t2, е:
{\displaystyle \mathbf {J} =\int _{t_{1}}^{t_{2}}\mathbf {F} \,\mathrm {d} t}
където F е резултантната сила, прилага от t1 до t2.
От втория закон на Нютон следва, че силата е свързана с импулса на тялото p чрез:
{\displaystyle \mathbf {F} ={\frac {\mathrm {d} \mathbf {p} }{\mathrm {d} t}}}
Следователно
{\displaystyle {\begin{aligned}\mathbf {J} &=\int _{t_{1}}^{t_{2}}{\frac {\mathrm {d} \mathbf {p} }{\mathrm {d} t}}\,\mathrm {d} t\\&=\int _{\mathbf {p} _{1}}^{\mathbf {p} _{2}}\mathrm {d} \mathbf {p} \\&=\mathbf {p} _{2}-\mathbf {p} _{1}=\Delta \mathbf {p} \end{aligned}}}
където Δp е промяната в линейния импулс от t1 до t2.
Импулсът на силата може да се изрази в по-прост вид, когато масата на тялото е постоянна:
{\displaystyle \mathbf {J} =\int _{t_{1}}^{t_{2}}\mathbf {F} \,\mathrm {d} t=\Delta \mathbf {p} =m\mathbf {v_{2}} -m\mathbf {v_{1}} }
където
F е прилаганата резултантна сила,
t1 и t2 са времената, когато импулсът съответно започва и спира,
m е масата на обекта,
v2 е крайната скорост на тялото в края на времевия интервал,
v1 е първоначалната скорост на тялото в началото на времевия интервал.